# André Aisenstadt Prize
Der André Aisenstadt Prize ist ein Preis des Centre de Recherches Mathématiques (CRM) an der Universität Montreal für kanadische Nachwuchsmathematiker. Er ist mit 3000 Dollar dotiert.
André Aisenstadt (1912–2001) war der Gründer des CRM sowie des jüdischen Hospitals in Montreal. Er stammte aus Russland, war Assistent von Albert Einstein in Zürich und kam 1939 nach Montreal, wo er eine Hypothekenbank gründete. Als Philanthrop förderte er auch das Musikleben in Kanada.

## Preisträger
- 1992 Niky Kamran
- 1993 Ian F. Putnam
- 1994 kein Preis
- 1995 Nigel Higson, Michael J. Ward
- 1996 Adrian S. Lewis
- 1997 Henri Darmon, Lisa Jeffrey
- 1998 Boris Khesin
- 1999 John A. Toth
- 2000 Changfeng Gui
- 2001 Eckhard Meinrenken
- 2002 Jinyi Chen
- 2003 Alexander Brudnyi
- 2004 Vinayak Vatsal
- 2005 Ravi Vakil
- 2006 Iosif Polterovich, Tai-Peng Tsai
- 2007 Gregory G. Smith, Alexander E. Holroyd
- 2008 Jozsef Solymosi, Jonathan Taylor
- 2009 Valentin Blomer
- 2010 Omer Angel
- 2011 Joel Kamnitzer
- 2012 Marco Gualtieri, Young-Heon Kim
- 2013 Spyros Alexakis
- 2014 Sabin Cautis
- 2015 Louis-Pierre Arguin
- 2016 Anne Broadbent
- 2017 Jacob Tsimerman
- 2018 Benjamin Rossman
- 2019 Yaniv Plan
- 2020 Robert Haslhofer
- 2021 Giulio Tiozzo, Tristan C. Collins
- 2022 Yevgeny Liokumovich
- 2023 Elina Robeva, Yakov Shlapentokh-Rothman
- 2024 Alexander Kupers
- 2025 Carlo Pagano[1]